# 1965年のJSL
1965年のJSL（第1回日本サッカーリーグ）は1965年6月6日から11月7日まで行われた。
6月6日の開幕カードは、東京が駒沢陸上競技場での日立対名相銀と古河対三菱のダブルヘッダー、刈谷が刈谷市営競技場での豊田対東洋、大阪が靱蹴球場でのヤンマー対八幡となり、日立対名相銀戦が他会場に先駆けて行われた。
リーグ戦の開催には東海道新幹線開通による旅行時間の短縮が大いに助けとなったが、環境面の整備は遅れ、関東近郊では1964年東京オリンピック開催の為に新たに建設されたスタジアムでの試合が行われたが、刈谷では野球場、名古屋では鶴舞公園、広島では広島県立国泰寺高等学校のグラウンド等が使用されていた。
また、従来は白か茶色の単色の公式球を使用していたが、後期戦から現在でも馴染みの白黒ボールが公式球として使用され話題となった。
優勝は東洋工業蹴球部が開幕以来無敗の14勝2分で初代王者となった。

## 大会概要
- 開催期間：前期 1965年6月6日-7月4日、後期 9月12日-11月7日。
- 8チームが参加。
- 春・秋の前後期ホームアンドアウェー総当たり2回戦制。
- 勝ち点制：勝2 分1 敗0
- 順位決定方式：勝ち点-得失点差-ゴールアベレージ
- 下位2チームが入れ替え戦へ。
- 選手交替枠：1名（後半開始前まで）とゴールキーパー1名。
- ホーム用・アウェー用ユニフォームの指定。
- 固定背番号制。

## 参加クラブ
| チーム名                     | 所在 都道府県 | 前年成績 |
| ---------------------------- | ------------- | -------- |
| 東洋工業蹴球部               | 広島県        | なし     |
| 八幡製鉄サッカー部           | 福岡県        | なし     |
| 古河電気工業サッカー部       | 神奈川県      | なし     |
| 日立製作所本社サッカー部     | 東京都        | なし     |
| 三菱重工業サッカー部         | 東京都        | なし     |
| 豊田自動織機製作所サッカー部 | 愛知県        | なし     |
| ヤンマーディーゼルサッカー部 | 大阪府        | なし     |
| 名古屋相互銀行サッカー部     | 愛知県        | なし     |

## 成績

### 年間順位
| 順位 | クラブ         | 勝点 | 試合 | 勝利 | 引分 | 敗戦 | 得点 | 失点 | 得失差 |
| ---- | -------------- | ---- | ---- | ---- | ---- | ---- | ---- | ---- | ------ |
| 1位  | 東洋工業       | 26   | 14   | 12   | 2    | 0    | 44   | 9    | +35    |
| 2位  | 八幡製鉄       | 24   | 14   | 11   | 2    | 1    | 40   | 14   | +26    |
| 3位  | 古河電工       | 20   | 14   | 10   | 0    | 4    | 32   | 20   | +12    |
| 4位  | 日立本社       | 17   | 14   | 8    | 1    | 5    | 35   | 19   | +16    |
| 5位  | 三菱重工       | 9    | 14   | 4    | 1    | 9    | 24   | 39   | -15    |
| 6位  | 豊田織機       | 7    | 14   | 2    | 3    | 9    | 16   | 31   | -15    |
| 7位  | ヤンマー       | 5    | 14   | 2    | 1    | 11   | 9    | 41   | -32    |
| 8位  | 名古屋相互銀行 | 4    | 14   | 1    | 2    | 11   | 16   | 43   | -27    |

| 優勝             |
| 社会人との入替戦 |

### 得点ランキング
| 順位 | 選手名   | 所属クラブ | 得点数 |
| ---- | -------- | ---------- | ------ |
| 1    | 野村六彦 | 日立本社   | 15     |
| 2    | 桑田隆幸 | 東洋工業   | 11     |
| 2    | 大石信幸 | 八幡製鉄   | 11     |
| 4    | 小城得達 | 東洋工業   | 9      |
| 4    | 岡光竜三 | 東洋工業   | 9      |

## 入替戦

### 参加クラブ
- 名古屋相互銀行サッカー部（JSL8位）
- 日本鋼管サッカー部（全国社会人サッカー選手権大会優勝）

### 成績
| JSL            | 第1戦 | 第2戦 | 社会人   |
| -------------- | ----- | ----- | -------- |
| 名古屋相互銀行 | 5-1   | 1-2   | 日本鋼管 |

- 名古屋相互銀行はJSL残留。
- 入替戦参加資格のあった浦和サッカークラブの辞退により、ヤンマーはJSL残留。

## 表彰
| 賞     | 選手名   | 所属クラブ | 受賞回数 |
| ------ | -------- | ---------- | -------- |
| 得点王 | 野村六彦 | 日立本社   | 初       |